# Kim Eung-soo
Kim Eung-soo (en hangul  김응수; 12 de febrero de 1961) es un veterano actor de cine, teatro y televisión surcoreano.

## Carrera
Kim se licenció en el Departamento de Teatro del Instituto de las Artes de Seúl. También vivió en Japón durante siete años, donde estudió dirección de cine en el Instituto Japonés de la Imagen en Movimiento.
En 1981, cuando era estudiante de primer año en la universidad, se unió a la compañía de teatro Mokhwa y comenzó a actuar como actor de teatro. Debutó en cine en 1996. Se ha establecido como un actor especializado en dramas históricos y de época.

## Filmografía

### Películas
| Año  | Título                                  | Papel                                       | Notas                                          | Ref.  |
| ---- | --------------------------------------- | ------------------------------------------- | ---------------------------------------------- | ----- |
| 1996 | Final Blow                              |                                             | acreditado también como asistente del director |       |
| 1998 | Two Cops 3                              | Underling 2                                 |                                                |       |
| 1998 | Girls' Night Out                        | Hombre en Kkeopdaegi House                  |                                                |       |
| 1999 | Phantom: The Submarine                  | Padre de Chan-seok                          |                                                |       |
| 1999 | Attack the Gas Station                  | Oficial de policía 1                        |                                                |       |
| 2000 | Pisces                                  | Jefe Bae                                    |                                                |       |
| 2001 | Tears                                   | Hombre en prostitución de menores           |                                                |       |
| 2001 | Kick the Moon                           | Secuaz de Gil-nam 1                         |                                                |       |
| 2001 | Volcano High                            | Profesor que lanza la tiza                  |                                                |       |
| 2002 | 2009: Lost Memories                     | Miura                                       |                                                |       |
| 2002 | Fun Movie                               | Watanabe                                    |                                                |       |
| 2002 | Chi-hwa-seon                            | Jo Byeong-gap                               |                                                |       |
| 2002 | Family                                  | Oficiante                                   |                                                |       |
| 2002 | Jail Breakers                           | Congresista del partido gobernante          |                                                |       |
| 2003 | My Teacher, Mr. Kim                     | Padre de Nam-ok                             |                                                |       |
| 2003 | A Good Lawyer's Wife                    | Yang Taek-sik                               |                                                |       |
| 2003 | My Daddy                                |                                             | cortometraje                                   |       |
| 2004 | Au Revoir, UFO                          | Propietario                                 |                                                |       |
| 2004 | Temptation of Wolves                    | Profesor                                    |                                                |       |
| 2004 | Ghost House                             | Agente inmobiliario                         |                                                |       |
| 2004 | Lovely Rivals                           | Vicedirector                                |                                                |       |
| 2005 | The President's Last Bang               | Coronel Min                                 |                                                | [ 5 ] |
| 2005 | The Twins                               | Jung Min-gook                               |                                                |       |
| 2005 | Heaven's Soldiers                       | General norcoreano                          |                                                |       |
| 2005 | Never to Lose                           | Joo Jin-seok                                | cameo                                          |       |
| 2005 | Wedding Campaign                        | Anciano de aldea                            |                                                |       |
| 2005 | Blue Swallow                            | Park Choon-sik                              |                                                |       |
| 2006 | Art of Fighting                         | Byeong-ho/Padre de Byeong-ho                |                                                |       |
| 2006 | My Boss, My Teacher                     | Diputado Choi                               |                                                |       |
| 2006 | Hanbando                                | Embajador japonés Ooyama                    |                                                |       |
| 2006 | To Sir, with Love                       | Detective Ma                                |                                                |       |
| 2006 | No Mercy for the Rude                   | Director                                    |                                                |       |
| 2006 | Marrying the Mafia III                  | Director Kim                                | cameo                                          |       |
| 2006 | Tazza: The High Rollers                 | Kwak Cheol-yong                             |                                                | [ 3 ] |
| 2006 | Educating Kidnappers                    | Investigador jefe                           |                                                |       |
| 2007 | The Old Garden                          | Eung-soo                                    |                                                |       |
| 2007 | Beautiful Sunday                        | Jefe de la unidad de investigación criminal |                                                |       |
| 2007 | Small Town Rivals                       | Mr. Kim                                     |                                                |       |
| 2007 | Pacchigi! Love & Peace                  |                                             | película japonesa                              |       |
| 2007 | Hwang Jin Yi                            | Seo Gyung-deok                              |                                                |       |
| 2007 | Epitaph                                 | Comandante Akiyama                          |                                                |       |
| 2008 | Once Upon a Time                        | Jefe de Estado                              |                                                |       |
| 2008 | Dance of the Dragon                     | Padre de Kwon Tae-san                       | película de Singapur                           |       |
| 2008 | Ride Away                               | Padre de Im Ha-jung                         |                                                |       |
| 2009 | Private Eye                             | Yoshioka                                    |                                                |       |
| 2009 | Where Are You Going?                    | Padre de Wan-bae                            |                                                |       |
| 2010 | Cafe Seoul                              | Dong-choon                                  |                                                |       |
| 2010 | Lady Daddy                              | Padre de Ji-hyeon                           |                                                |       |
| 2010 | Happy Killers                           | Jefe de equipo                              |                                                |       |
| 2010 | Man of Vendetta                         | Director de Hospital Kim                    | cameo                                          |       |
| 2010 | Tooku no Sora                           | Yoo Jung-bae                                | película japonesa                              |       |
| 2011 | Meet the In-Laws                        | Se-dong                                     |                                                | [ 6 ] |
| 2011 | Couples                                 | Presidente Kim                              | cameo                                          |       |
| 2012 | Unbowed                                 | Juez Park Bong-joo                          |                                                |       |
| 2012 | Nameless Gangster: Rules of the Time    | Fiscal Choi Joo-dong                        | cameo                                          |       |
| 2012 | Gabi                                    | Miura                                       |                                                |       |
| 2012 | As One                                  | Jo Nam-poong                                |                                                | [ 7 ] |
| 2012 | The Taste of Money                      | Presidente 1                                | cameo                                          |       |
| 2012 | I Am a King                             | Anciano en la carnicería                    | cameo                                          |       |
| 2012 | Gaiji Keisatsu                          | Park Jong-sik                               | película japonesa                              |       |
| 2012 | The Tower                               | Presidente Jin                              | cameo                                          |       |
| 2013 | Mr. Go                                  | Jin Yoon-tae, comisionado de KBO            |                                                |       |
| 2014 | Man on High Heels                       | Jefe de equipo Park                         |                                                |       |
| 2015 | Enemies In-Law                          | Park Man-choon                              |                                                |       |
| 2015 | Intimate Enemies                        | In-soo                                      |                                                |       |
| 2015 | Por encima de la ley                    | Consejero Jeong                             | cameo                                          |       |
| 2019 | By Quantum Physics: A Nightlife Venture | Jung Kap-Taek                               |                                                | [ 8 ] |
| 2021 | A Different Girl                        |                                             |                                                | [ 9 ] |

### Series de televisión
| Año  | Título                            | Papel                                       | Canal        | Ref.          |
| ---- | --------------------------------- | ------------------------------------------- | ------------ | ------------- |
| 1996 | West Palace                       |                                             | KBS2         |               |
| 2003 | Wedding Gift                      | Jung-kyun                                   | KBS2         |               |
| 2006 | Thank You, My Life                | Padre Kong                                  | KBS2         |               |
| 2006 | The Snow Queen                    | Lee Dong-sul                                | KBS2         |               |
| 2007 | Conspiracy in the Court           | Park In-bin                                 | KBS2         |               |
| 2007 | Drama City "명문대가 뭐길래"      | Byun Kang-soi                               | KBS2         |               |
| 2008 | King Sejong the Great             | Min Moo-goo                                 | KBS2         |               |
| 2008 | You Stole My Heart                | Director Jo                                 | KBS2         |               |
| 2008 | Painter of the Wind               | Jang Byuk-soo                               | SBS          |               |
| 2008 | Lottery Trio                      | Baek Doo-shik                               | KBS N        |               |
| 2009 | Splendor of Youth                 | Yang Dae-doo                                | KBS1         |               |
| 2010 | The Slave Hunters                 | Lee Gyeong-sik                              | KBS2         |               |
| 2010 | Becoming a Billionaire            | Bu Gwi-ho                                   | KBS2         |               |
| 2010 | Bad Guy                           | Presidente de la asociación del barrio Kwak | SBS          |               |
| 2010 | Freedom Fighter, Lee Hoe-young    | Capitán Mitsuwa/Kim Pan-chul                | KBS1         |               |
| 2010 | The Fugitive: Plan B              | Yang Young-joon                             | KBS2         |               |
| 2010 | Unsolved                          | (aparición especial, episodio 8)            | tvN          |               |
| 2010 | The King of Legend                | Jobul                                       | KBS1         |               |
| 2011 | Sign                              | Fiscal jefe Choi Jung-seop                  | SBS          |               |
| 2011 | Midas                             | Administrador público Choi                  | SBS          |               |
| 2011 | Warrior Baek Dong-soo             | Yoo So-kang                                 | SBS          |               |
| 2011 | The Great Gift                    | Kim Jung-min                                | SBS          |               |
| 2011 | Deep Rooted Tree                  | Gi Je-yeon                                  | SBS          |               |
| 2011 | Vampire Prosecutor                | Yoo Won-kook                                | OCN          |               |
| 2011 | Drama Special "For My Son"        | Agente del NIS                              | KBS2         |               |
| 2012 | History of a Salaryman            | Oh Ji-rak                                   | SBS          | [ 10 ]        |
| 2012 | Moon Embracing the Sun            | Yoon Dae-hyung                              | MBC          | [ 11 ]        |
| 2012 | Dr. Jin                           | Ministro Kim Byung-hee                      | MBC          | [ 12 ]        |
| 2012 | Bridal Mask                       | Konno Goji                                  | KBS2         |               |
| 2013 | The Queen of Office               | Hwang Gab-deuk                              | KBS2         |               |
| 2013 | Basketball                        | Choi Je-gook                                | tvN          |               |
| 2014 | Cunning Single Lady               | Na Gab-soo                                  | MBC          |               |
| 2014 | Flower Grandpa Investigation Unit | Kim Young-chul                              | tvN          |               |
| 2014 | Gunman in Joseon                  | Yamamoto                                    | KBS2         |               |
| 2014 | Sweet Secret                      | Chun Do-hyung                               | KBS2         |               |
| 2014 | Punch                             | Jung Gook-hyun                              | SBS          |               |
| 2015 | Sweet, Savage Family              | Baek Man-bo                                 | MBC          |               |
| 2016 | Flowers of the Prison             | Director de Jeonokseo                       | MBC          |               |
| 2016 | Squad 38                          | Jo Sang-jin                                 | OCN          |               |
| 2016 | Imjin War 1592                    | Hideyoshi Toyotomi                          | KBS1         |               |
| 2017 | Introverted Boss                  | Padre de Eun Hwan-ki                        | tvN          |               |
| 2017 | Good Manager                      | Bae Deok-po (aparición especial)            | KBS2         |               |
| 2017 | School 2017                       | Yang Do-jin                                 | KBS2         |               |
| 2017 | Because This Is My First Life     | Nam Hee-bong                                | tvN          |               |
| 2018 | Mr. Sunshine                      | Abuelo de Kim Hee-sung                      | tvN          | [ 13 ]        |
| 2018 | Lovely Horribly                   | Adivino                                     | KBS2         |               |
| 2018 | Lady Cha Dal-rae's Lover          |                                             | KBS2         |               |
| 2019 | Chief of Staff                    | Jang Choon-bae                              | JTBC         |               |
| 2019 | Miss Lee                          | Oh Man-bok                                  | tvN          |               |
| 2020 | Kkondae Intern                    | Lee Man-sik                                 | MBC          | [ 14 ]        |
| 2020 | Delayed Justice                   | Kang Cheol-woo                              | SBS          |               |
| 2021 | Love (ft. Marriage and Divorce)   | Pan Moon-ho                                 | TV Chosun    | [ 15 ]        |
| 2021 | Delivery                          | Kim Teug-chul                               | YouTube/IPTV | [ 16 ]        |
| 2023 | Perfect Marriage Revenge          | Seo Young-kyun                              | MBN          | [ 17 ] [ 18 ] |
| 2025 | Si las estrellas hablaran         | Choi Jae-ryong                              | tvN          | [ 19 ]        |

## Teatro
| Año       | Título                      | Papel          | Ref.   |
| --------- | --------------------------- | -------------- | ------ |
| 2008      | 왕궁식당의 최후             |                |        |
| 2010      | Namhansanseong              | Choi Myung-kil |        |
| 2012-2013 | Bring Me My Chariot of Fire |                | [ 20 ] |
| 2013      | 이제는 애처가               | Hara Bunta     |        |
| 2014      | Grass 2                     | Jeon Bongjun   |        |

## Premios y candidaturas
| Año  | Premio                                       | Categoría                                                             | Papel                           | Resultado |
| ---- | -------------------------------------------- | --------------------------------------------------------------------- | ------------------------------- | --------- |
| 2008 | 20th Korean Culture and Entertainment Awards | Premio de excelencia, actor                                           | Bridal Mask                     | Ganador   |
| 2012 | MBC Drama Awards                             | Premio Golden Acting, actor                                           | Moon Embracing the Sun, Dr. Jin | Nominado  |
| 2016 | 29th Grimae Awards                           | Mejor actor                                                           | The Imjin War 1592              | Ganador   |
| 2018 | KBS Drama Awards                             | Premio de excelencia, actor en una serie diaria                       | Lady Cha Dal-rae's Lover        | Nominado  |
| 2020 | MBC Drama Awards                             | Premio de gran excelencia, actor en una miniserie de miércoles-jueves | Kkondae Intern                  | Ganador   |
| 2020 | MBC Drama Awards                             | Premio mejor pareja con Park Hae-jin                                  | Kkondae Intern                  | Nominados |